# You Must Love Me

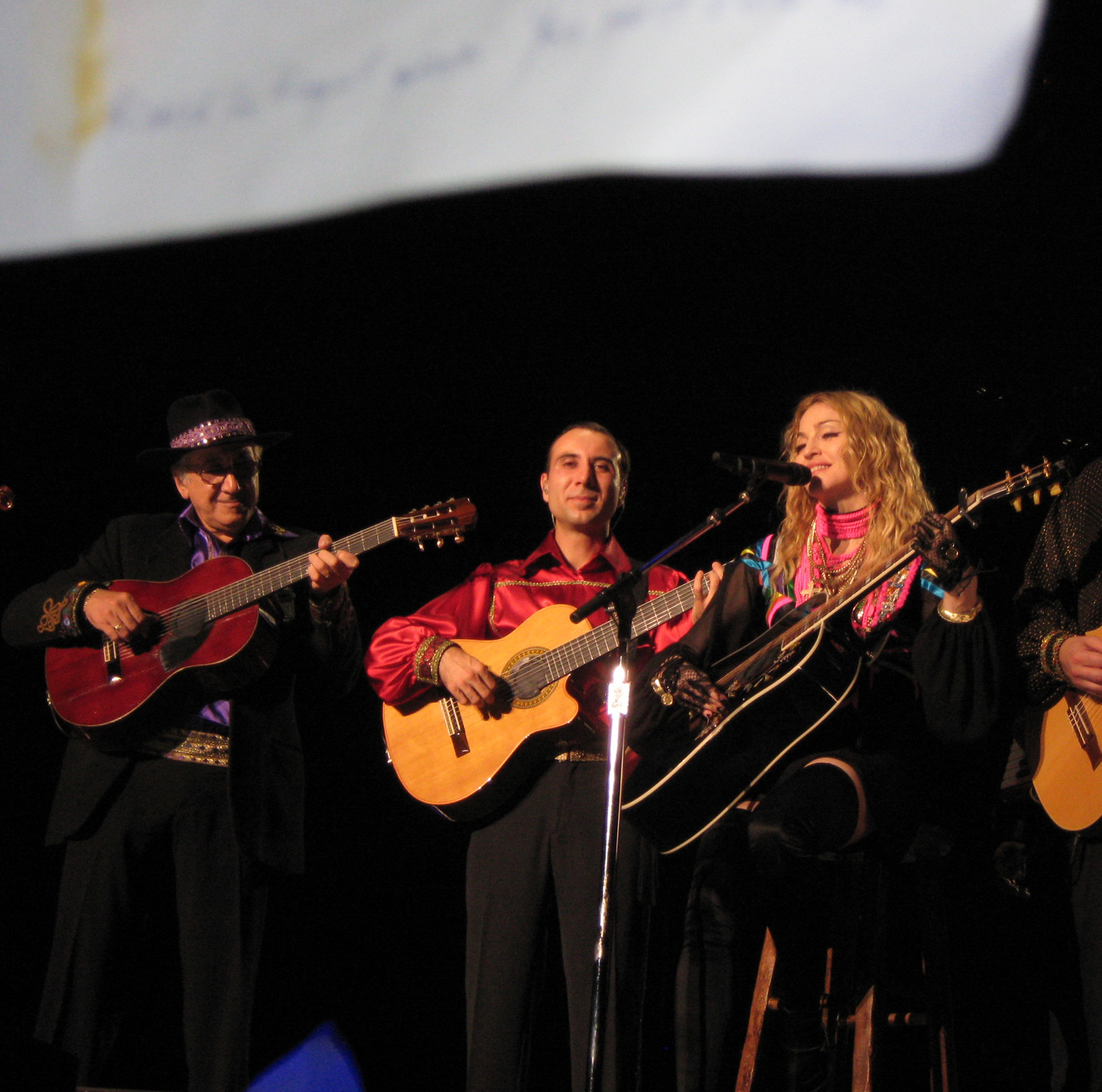
Madonna zingt You Must Love Me

You Must Love Me is een nummer van zangeres Madonna, afkomstig van de soundtrack van de film Evita, waarin Madonna de rol van Evita Perón speelde. Het nummer kwam uit als single in oktober 1996.

## Achtergrondinformatie
You Must Love Me is het enige nummer dat niet afkomstig is uit de musical Evita, maar voor de film werd gemaakt. Het liedje bevat tekst van Tim Rice met muziek van componist Andrew Lloyd Webber, nadat de twee dertien jaar niet met elkaar gewerkt hadden. Het nummer werd ook toegevoegd aan de nieuwe versie van de musical uit 2006.
Het nummer kan worden geïnterpreteerd op drie niveaus. Als eerste, het niveau dat Evita ontdekt dat haar man Juan Perón toch echt van haar houdt en haar niet houdt uit politiek oogpunt. Ten tweede als nummer dat tekstschrijver en componist weer herenigt na een dertienjarige onderbreking. Ten derde als nummer van hoop, gezongen door Madonna aan haar toen ongeboren dochter.
Het liedje won een Academy Award voor beste originele nummer bij de 69ste Oscaruitreiking in 1997. Madonna trad ook op met het nummer tijdens de ceremonie. Ook won het nummer een Golden Globe. In 2008 kwam het lied opnieuw in de aandacht toen Madonna het zong met een zigeunertrio tijdens haar Sticky & Sweet Tour.

## Videoclip
De videoclip voor You Must Love Me werd opgenomen in Los Angeles, in september 1996. Op het moment van de opname was ze acht maanden zwanger van haar dochter Lourdes. De video werd geregisseerd en geproduceerd door Alan Parker, de regisseur van Evita. Madonna zingt het nummer achter een piano in een kleine ruimte. In de clip komen ook beelden voor uit de film Evita.

## Cover
Zangeres Lana Del Rey bracht in 2018 het lied als single uit ter promotie van het album Unmasked: The Platinum Collection van Andrew Lloyd Webber.